# Valdrôme
Ne doit pas être confondu avec Stade de neige de Valdrôme.
Valdrôme est une commune française située dans le département de la Drôme, en région Auvergne-Rhône-Alpes.

## Géographie

### Localisation
La commune de Valdrôme est située au sud-est de Luc-en-Diois. Elle est limitrophe du département des Hautes-Alpes.

### Relief et géologie
Sites particuliers :
- Col de Rossas
- Col des Quatre Chemins (983 m)
- Col du Charron (1 319 m)
- Col Layard (1 072 m)
- Collet des Guerres (961 m)
- Combe Belle
- Combe des Faures
- Combe Hautoure
- Combe Rioux
- la Pyramide (1 734 m)
- le Duffre (1 760 m)
point culminant de la Commune
- le Pilon (1 578 m)
- Montagne de la Sarcéna
- Montagne de l'Aup
- Montagne de Tarsimoure (1 550 m)
- Pas la Lauze (1 521 m)
- Peyre Rousse (1 449 m)
- Ranc de l'Aigle
- Rocher des Abeilles
- Serre des Maures
- Serre des Prorets
- Serre du Charron
- Serre Embouc
- Serre Lacroix
- Serre Marsin
- Serre Piarra
- Testouras (1 112 m)

Michel de la Torre cite deux autres sites :
- Col du Fay ;
- Cascades de Puthaval.

### Hydrographie
La commune est arrosée par les cours d'eau suivants :
- la Drôme
- le Béal de Guigouman
- le Béal de Pié Mottet
- le Béal du Collet
- le Doucier
- Ravin de Combe Noire
- Ravin de Guillondrix
- Ravin de la Clape
- Ravin de la Combe
- Ravin du Tac
- Ruisseau de Brézès
- Ruisseau de Jullianne
- Ruisseau de la Doux
- Ruisseau du Ronchet
- Ruisseau de Rossas
- Ruisseau du Villard

### Climat
Pour des articles plus généraux, voir Climat d'Auvergne-Rhône-Alpes et Climat de la Drôme.
En 2010, le climat de la commune est de type climat méditerranéen altéré, selon une étude du Centre national de la recherche scientifique s'appuyant sur une série de données couvrant la période 1971-2000. En 2020, Météo-France publie une typologie des climats de la France métropolitaine dans laquelle la commune est exposée à un climat de montagne ou de marges de montagne et est dans la région climatique  Alpes du sud, caractérisée par une pluviométrie annuelle de 850 à 1 000 mm, minimale en été. 
Pour la période 1971-2000, la température annuelle moyenne est de 9,7 °C, avec une amplitude thermique annuelle de 17 °C. Le cumul annuel moyen de précipitations est de 1 044 mm, avec 8,1 jours de précipitations en janvier et 5,3 jours en juillet. Pour la période 1991-2020, la température moyenne annuelle observée sur la station météorologique installée sur la commune est de 10,1 °C et le cumul annuel moyen de précipitations est de 1 065,5 mm,. Pour l'avenir, les paramètres climatiques de la commune estimés pour 2050 selon différents scénarios d'émission de gaz à effet de serre sont consultables sur un site dédié publié par Météo-France en novembre 2022.
| Mois                                  | jan.           | fév.             | mars            | avril         | mai             | juin          | jui.            | août          | sep.            | oct.          | nov.           | déc.            | année     |
| ------------------------------------- | -------------- | ---------------- | --------------- | ------------- | --------------- | ------------- | --------------- | ------------- | --------------- | ------------- | -------------- | --------------- | --------- |
| Température minimale moyenne (°C)     | −4,5           | −4,6             | −1,7            | 1,3           | 4,9             | 7,7           | 9,2             | 9             | 6,1             | 3,5           | −0,5           | −3,8            | 2,2       |
| Température moyenne (°C)              | 1,8            | 2,7              | 6,2             | 9,3           | 13,1            | 16,7          | 18,9            | 18,7          | 14,7            | 11            | 5,8            | 2               | 10,1      |
| Température maximale moyenne (°C)     | 8,1            | 9,9              | 14,1            | 17,2          | 21,4            | 25,7          | 28,5            | 28,3          | 23,3            | 18,5          | 12,1           | 7,8             | 17,9      |
| Record de froid (°C) date du record   | −23 06.01.1985 | −20,5 11.02.1986 | −16,7 01.03.05  | −10 08.04.21  | −5,5 04.05.1967 | −1,9 03.06.06 | 0,6 17.07.00    | 0 31.08.1986  | −3,3 29.09.1993 | −8,2 21.10.07 | −15,8 27.11.05 | −19,6 18.12.10  | −23 1985  |
| Record de chaleur (°C) date du record | 20,4 29.01.08  | 23,9 27.02.19    | 26,5 18.03.1993 | 30,2 09.04.11 | 34,1 22.05.22   | 38,7 28.06.19 | 37,5 19.07.1967 | 39,4 23.08.23 | 34,2 05.09.06   | 30 09.10.23   | 23,4 02.11.20  | 17,1 11.12.1994 | 39,4 2023 |
| Précipitations (mm)                   | 81,8           | 61,2             | 69,5            | 97,8          | 97,5            | 82,4          | 61,2            | 64,9          | 91,3            | 122,4         | 137,9          | 97,6            | 1 065,5   |

### Voies de communication et transports
Le territoire communal est traversé par :
- la route départementale 306 (reliant la RD 93 depuis Valence et Luc-en-Diois au chef-lieu de la commune) ;
- la route départementale 106 (reliant Establet à La Bâtie-des-Fonds) ;
- à l'ouest, la RD 106a dessert le village de Rossas ;
- au sud, la RD 806 dessert l'ancienne station de ski.

## Urbanisme

### Typologie
Au 1er janvier 2024, Valdrôme est catégorisée commune rurale à habitat dispersé, selon la nouvelle grille communale de densité à 7 niveaux définie par l'Insee en 2022.
Elle est située hors unité urbaine et hors attraction des villes,.

### Occupation des sols
L'occupation des sols de la commune, telle qu'elle ressort de la base de données européenne d’occupation biophysique des sols Corine Land Cover (CLC), est marquée par l'importance des forêts et milieux semi-naturels (83,9 % en 2018), en augmentation par rapport à 1990 (80,5 %). La répartition détaillée en 2018 est la suivante : forêts (65,9 %), milieux à végétation arbustive et/ou herbacée (18 %), prairies (6,5 %), zones agricoles hétérogènes (6,1 %), terres arables (3,5 %). L'évolution de l’occupation des sols de la commune et de ses infrastructures peut être observée sur les différentes représentations cartographiques du territoire : la carte de Cassini (XVIIIe siècle), la carte d'état-major (1820-1866) et les cartes ou photos aériennes de l'IGN pour la période actuelle (1950 à aujourd'hui).

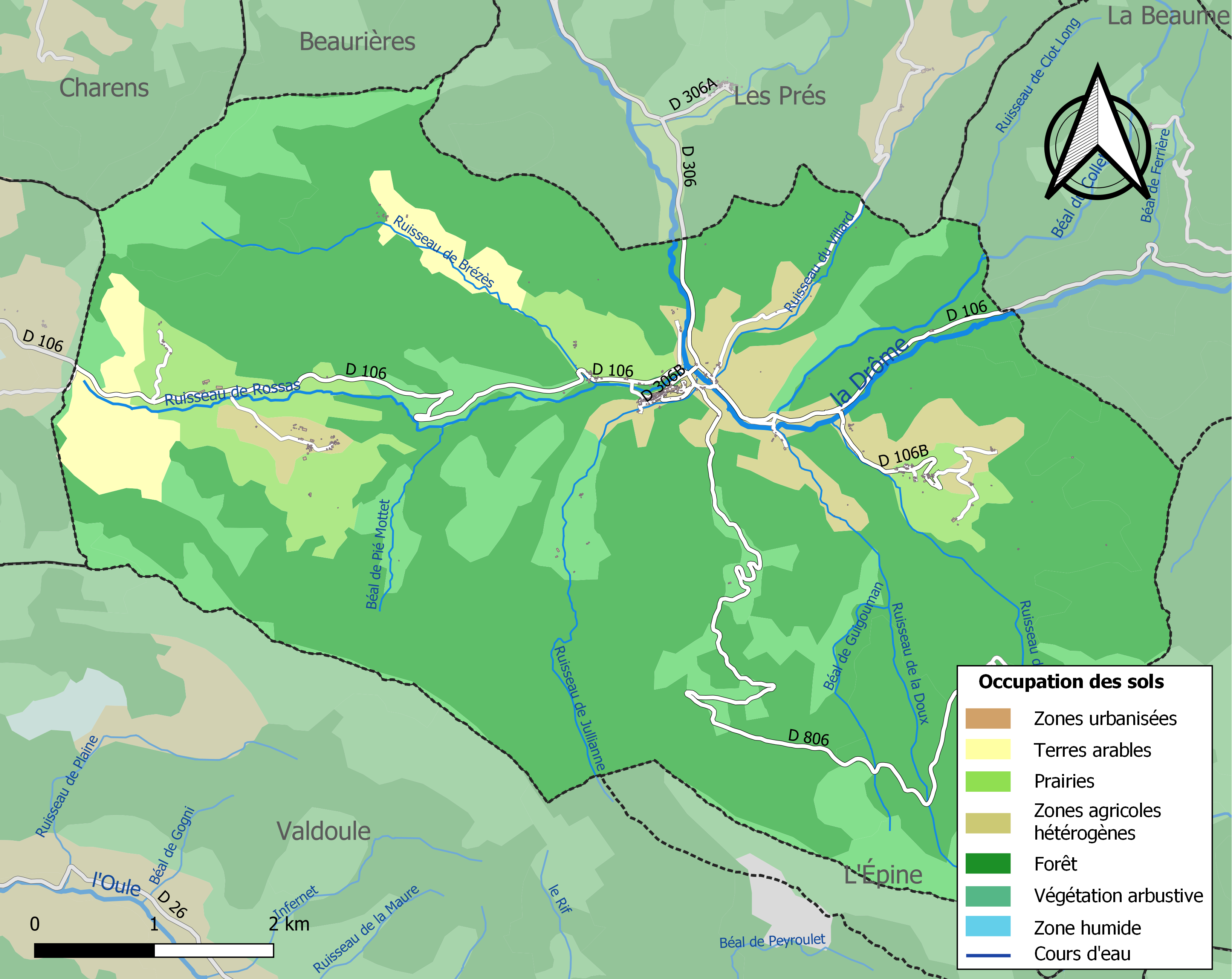
Carte des infrastructures et de l'occupation des sols de la commune en 2018 (CLC).

### Morphologie urbaine
Le village est ramassé au-dessus d'un cirque, construit sur un éperon rocheux. Il est desservi par des ruelles parallèles sur trois niveaux et celles-ci sont reliées par des escaliers abrupts appelés « cantons ».

#### Quartiers, hameaux et lieux-dits
Site Géoportail (carte IGN) :
- Bas Brézès
- Béline
- Bobre
- Bois de Basset
- Bois des Prorets
- Bois du Milieu
- Brézès
- Brigadel
- Cabanne Larie
- Champ la Caille
- Champ Sarra
- Chante-Loube
- Clos des Faures
- Clos Laboux
- Combe Belle
- Combinard
- Côtes Abrans
- Côtes de Tarsimoure
- Demieille
- Ferme Lagier
- Font Brochière
- Forêt Domaniale du Val-de-Drôme
- Founissabe
- Fraisse
- Giaudas
- Grange Neuve
- Guigouman
- la Boulège
- la Clape
- la Duque
- la Feissore
- la Garandoune
- la Grand-Draye
- l'Aire d'Angeais
- la Laye
- la Marine
- la Tuile
- la Tuilière
- la Tunette
- l'Aup Froid
- la Valette
- le Berli
- le Bourg
- le Cabanon des Cimes
- l'Échaillon
- le Cheylard
- le Fouzel
- le Lac
- le Passau
- le Pré de l'Église
- les Alléouds
- le Sapey
- les Arbres
- les Bascous
- les Bernardons
- les Buisses
- les Casses
- le Serre
- le Serre de Terrasse
- les Garants
- les Grésières
- les Hugues
- le Signe du Bayle
- les Mairies
- les Morels
- les Orgières
- les Pauvrets
- les Pérouses
- les Rousses
- le Teil
- l'Ubac des Praux
- Maison Forestière du Villard
- Mirabelle
- Moulin Plus Bas
- Pié Bacou
- Piégu
- Pié Mottet
- Pré Cavale
- Pré du Brusc
- Pré Pourri
- Rossas
- Rouchassou
- Ruche
- Serre Martin
- Serre Sauvage
- Station de Valdrôme
- Trénelle
- Vaugelas

Anciens quartiers, hameaux et lieux-dits :
- l'Aire-d'Angeai est un hameau attesté en 1891. Il était dénommé Aream Denjay en 1406 (terrier de Valdrôme)[13].
- Alléoud est un quartier attesté en 1891. Il était dénommé Allodio ou Lasle en 1406 (terrier de Valdrôme) et Lacombe des Aléouds en 1564 (archives de la Drôme, E 1563)[14].

## Toponymie

### Attestations
Dictionnaire topographique du département de la Drôme (voir aussi La Tour, commune de la La Bâtie-des-Fonds pour les mentions du mandement et de la bâtie des Peloux).
- 1206 : Vallis Droma (répertoire de Saint-Ruff).
- 1206 : mention de l'église Saint-Pierre : ecclesia Sancti Petri Vallis Drome (répertoire de Saint-Ruff).
- 1244 : Vaudroma (J. Chevalier, Hist. de Die, I, 483).
- 1259 : mention de l'église Saint-Saturnin (ancien Saint-Pierre) : ecclesia Sancti Saturnini Vallis Drome (visites épiscopales).
- 1347 : apud Vaudromam (Valbonnais, II, 550).
- XIVe siècle : mention de la paroisse : capella Vallis Drome (pouillé de Die).
- XIVe siècle : mention de la commanderie : preceptoria Vallis Drome (pouillé de Die).
- 1450 : mention de la châtellenie : castellania Vallis Drome (Rev. de l'évêché de Die).
- 1519 : mention de la paroisse : cura Vallis Dromae (rôle de décimes).
- 1562 : Valdroume (Thes. epist. Calvinianus, n° 3637).
- 1616 : mention de la paroisse : la cure de Vauldrome (rôle de décimes).
- 1619 : Vauldrome (rôle de décimes).
- 1644 : Vaudromme et Vaudrome (visites épiscopales).
- 1891 : Valdrôme, commune du canton de La Motte-Chalancon.

## Histoire

### Préhistoire
Présence préhistorique (fouilles).

### Du Moyen Âge à la Révolution
Fief des comtes de Diois qui le morcelèrent par suite d'héritages en vingt co-seigneuries.
La seigneurie :
- Au point de vue féodal, le mandement (Valdrôme, la Bâtie-des-Fonts et les Prés) formait originairement deux terres (ou seigneuries) : la plus importante relevait des contes de Diois puis des évêques de Die, l'autre dépendait du fief des dauphins.
- Le fief des comtes de Diois puis des évêques de Die :
  - 1189 : la terre passe (par mariage) aux Algoud de Sault.
  - XIIIe siècle : elle est partagée entre les Mévouillon, les Artaud, l'ordre du Temple, les Algoud et les Vétéris.
  - 1254 : la part des Mévouillon est acquise par les évêques de Die.
  - 1322 : la part des Templiers est acquise par les évêques de Die.
  - 1370 : la part des Artaud est acquise par les évêques de Die.
  - 1433 : la part des Vétéris est acquise par les évêques de Die, en indivis avec les Reynard (voir La Tour, commune de la La Bâtie-des-Fonds qui donne la date de 1333).
  - Dès lors, la terre est partagée en trois co-seigneuries jusqu'à la Révolution. Les évêques de Die en garde le « haut domaine ».
    - La part des évêques de Die.
    - La part des Agoult.
      - 1476 : elle passe aux Armuet.
      - Elle est recouvrée par les Algoud.
      - 1603 : vendue aux Armand de Lus.
      - 1660 : passe aux Jarente.
      - Elle passe (par héritage) aux Ponnat.

    - La part des Reynard.
      - 1706 : elle passe (par mariage) aux Gallien de Chabons.
      - 1750 : passe aux Chevandier.
- Le fief des dauphins :
  - Possession des Peloux (voir La Tour, commune de la La Bâtie-des-Fonds).
  - Début XIVe siècle : la terre passe aux comtes de Valentinois (voir La Tour, commune de la La Bâtie-des-Fonds).
  - Milieu XVIe siècle : elle est acquise par les Reynard.

Au Moyen Âge, on entre dans le village par trois portes dont deux ont disparu : ne reste que le portail Sainte-Catherine. À l'emplacement de l'école actuelle se trouvait la commanderie de Saint-Jean de Jérusalem, étape et hôpital pour les pèlerins se rendant en Terre sainte[réf. nécessaire].
Les habitants se rallient très tôt aux idées de la Réforme. Le temple est construit vers 1600 sur l'emplacement du temple actuel[réf. nécessaire].
1685 : lors de la révocation de l'édit de Nantes, 42 familles émigrent et les Valdrômois connaissent les vexations, les dragonnades et les galères[réf. nécessaire].
Avant 1790, Valdrôme était une communauté de l'élection de Montélimar, subdélégation de Crest et du bailliage de Die.

Elle formait une paroisse du diocèse de Die. Son église dédiée, tout d'abord à saint Pierre, dépendait premièrement de l'abbaye de Saint-Ruf. Placée ensuite sous le vocable de saint Saturnin, cette église devint celle d'une commanderie de Templiers (fondée en 1226) et passée, en 1312, à l'ordre de Saint-Jean de Jérusalem qui en fit une commanderie de frères servants dont le titulaire avait, avec les dîmes de la paroisse, celles de la Bâtie-des-Fonts et des Prés.

Valdrôme était aussi le chef-lieu d'un mandement comprenant, avec la paroisse de son nom, celles de la Bâtie-des-Fonts et des Prés, et, antérieurement au XVIe siècle, celle de Saint-Dizier qui en fut alors distraite.

La châtellenie de Valdrôme ne comprenait que la partie du mandement de ce nom qui relevait de l'évêque de Die.

### De la Révolution à nos jours
La Révolution est bien accueillie. Elle permet aux éleveurs, très pauvres, de faire pâturer leurs troupeaux sur les terres du seigneur, devenues biens nationaux[réf. nécessaire].
En 1790, Valdrôme devient le chef-lieu d'un canton comprenant les municipalités de Beaumont, Beaurières, Bellegarde, Charens, Fourcinet, Jonchères, la Bâtie-Gramezin, la Bâtie-des-Fonts, Lesches, le Pilhon, les Prés, Saint-Dizier et Valdrôme. La réorganisation de l'an VIII (1799-1800) en fait une simple commune du canton de la Motte-Chalancon.
À partir de 1900, une transformation profonde se produit dans les conditions de vie des habitants : les routes s'ouvrent, l'élevage du mouton et la culture de la lavande deviennent plus rémunérateurs[réf. nécessaire].
Le village est connu pour avoir été, au XXe siècle, une vraie pépinière d'enseignants : la religion protestante, basée sur la lecture de la Bible, constitue un moteur puissant contre l'illettrisme.
Valdrôme est l'un des rares villages à ne pas posséder d'église catholique.
En 1984, la mairie a tenté de faire de la commune une station de ski : le stade de neige de Valdrôme proposait une dizaine de pistes de ski alpin sur les flancs de La Pyramide (alt. 1 734 m) et environ 25 km d'itinéraires nordiques. Elle est fermée définitivement depuis la saison 2015-2016.

## Politique et administration

### Liste des maires
| Période                                                                      | Période                        | Identité                           | Étiquette        | Qualité                    |
| ---------------------------------------------------------------------------- | ------------------------------ | ---------------------------------- | ---------------- | -------------------------- |
| Les données manquantes sont à compléter. : de la Révolution au Second Empire |                                |                                    |                  |                            |
| 1790                                                                         | 1871                           | ?                                  |                  |                            |
| Les données manquantes sont à compléter. : depuis la fin du Second Empire    |                                |                                    |                  |                            |
| 1871                                                                         | 1874                           | ?                                  |                  |                            |
| 1874                                                                         | 1878                           | ?                                  |                  |                            |
| 1878                                                                         | 1884                           | ?                                  |                  |                            |
| 1884                                                                         | 1888                           | ?                                  |                  |                            |
| 1888                                                                         | 1892                           | ?                                  |                  |                            |
| 1892                                                                         | 1896                           | ?                                  |                  |                            |
| 1896                                                                         | 1900                           | ?                                  |                  |                            |
| 1900                                                                         | 1904                           | ?                                  |                  |                            |
| 1904                                                                         | 1908                           | ?                                  |                  |                            |
| 1908                                                                         | 1912                           | ?                                  |                  |                            |
| 1912                                                                         | 1919                           | ?                                  |                  |                            |
| 1919                                                                         | 1925                           | ?                                  |                  |                            |
| 1925                                                                         | 1929                           | ?                                  |                  |                            |
| 1929                                                                         | 1935                           | ?                                  |                  |                            |
| 1935                                                                         | 1945                           | ?                                  |                  |                            |
| 1945                                                                         | 1947                           | ?                                  |                  |                            |
| 1947                                                                         | 1953                           | ?                                  |                  |                            |
| 1953                                                                         | 1959                           | ?                                  |                  |                            |
| 1959                                                                         | 1965                           | ?                                  |                  |                            |
| 1965                                                                         | 1971                           | ?                                  |                  |                            |
| 1971                                                                         | 1977                           | ?                                  |                  |                            |
| 1977                                                                         | 1983                           | ?                                  |                  |                            |
| 1983                                                                         | 1989                           | Lucien Montlahuc                   |                  |                            |
| 1989                                                                         | 1995                           | ?                                  |                  |                            |
| 1995                                                                         | 2001                           | Jean Louis Gondoin                 |                  |                            |
| 2001                                                                         | 2008                           | Élisabette Garagnon                |                  |                            |
| 2008                                                                         | 2014                           | Jean Aramburu                      | (sans étiquette) | retraité de l'enseignement |
| 2014                                                                         | 2020                           | Jean Aramburu                      |                  | maire sortant              |
| 2020                                                                         | En cours (au 25 décembre 2020) | Jean Aramburu[source insuffisante] |                  | maire sortant              |

## Population et société

### Démographie
L'évolution du nombre d'habitants est connue à travers les recensements de la population effectués dans la commune depuis 1793. Pour les communes de moins de 10 000 habitants, une enquête de recensement portant sur toute la population est réalisée tous les cinq ans, les populations de référence des années intermédiaires étant quant à elles estimées par interpolation ou extrapolation. Pour la commune, le premier recensement exhaustif entrant dans le cadre du nouveau dispositif a été réalisé en 2005.

En 2022, la commune comptait 134 habitants, en évolution de −8,22 % par rapport à 2016 (Drôme : +2,64 %, France hors Mayotte : +2,11 %).
| 1793  | 1800 | 1806  | 1821  | 1831  | 1836  | 1841  | 1846 | 1851 |
| ----- | ---- | ----- | ----- | ----- | ----- | ----- | ---- | ---- |
| 1 213 | 678  | 1 145 | 1 106 | 1 178 | 1 144 | 1 022 | 977  | 955  |

| 1856 | 1861 | 1866 | 1872 | 1876 | 1881 | 1886 | 1891 | 1896 |
| ---- | ---- | ---- | ---- | ---- | ---- | ---- | ---- | ---- |
| 874  | 852  | 765  | 713  | 687  | 720  | 622  | 609  | 586  |

| 1901 | 1906 | 1911 | 1921 | 1926 | 1931 | 1936 | 1946 | 1954 |
| ---- | ---- | ---- | ---- | ---- | ---- | ---- | ---- | ---- |
| 594  | 556  | 522  | 469  | 434  | 393  | 381  | 282  | 249  |

| 1962 | 1968 | 1975 | 1982 | 1990 | 1999 | 2005 | 2006 | 2010 |
| ---- | ---- | ---- | ---- | ---- | ---- | ---- | ---- | ---- |
| 199  | 158  | 149  | 151  | 117  | 118  | 134  | 136  | 142  |

| 2015 | 2020 | 2022 | - | - | - | - | - | - |
| ---- | ---- | ---- | - | - | - | - | - | - |
| 147  | 134  | 134  | - | - | - | - | - | - |

### Enseignement
La commune est rattachée à l'académie de Grenoble.

### Manifestations culturelles et festivités
- Fête : le dimanche après le 15 août[2].

### Loisirs
- Randonnées pédestres : 250 km de sentiers pédestres sillonnent la cuvette de Valdrôme. Les sentiers à thèmes sont[réf. nécessaire] :

le sentier de découverte de la Sarcéna (livret) jalonné par des totems et des jeux interactifs qui abordent certains sujets sur la faune et la flore (départ à Pré Pourri) ;
le sentier du Dahu : un livret propose de découvrir les différentes facettes du village sous forme d'enquêtes policières ;
le sentier panoramique du Ruche, près du village, signale les noms des différents sommets et hameaux du village (dépliant) ;
la cascade de Putaval, but d'une promenade le long d'un cours d'eau limpide et tumultueux ;
pour les sportifs : un parcours ombragé de onze obstacles et deux parcours de jogging (5 et 10 km) techniques et variés ;
des sentiers lavande conduisent sur les domaines de la lavande vraie (dépliant).
- Randonnée équestre ou accompagnée avec mule de bât[réf. nécessaire] : sur tous les itinéraires du Haut Diois et du Vercors[réf. nécessaire].
- Chasse[2].

### Sports
- Cyclisme : sept circuits en étoile autour de la cuvette de Valdrôme, longs de 80 à 103 km, ont chacun leurs particularités (paysages, cols)[réf. nécessaire].
- Tir à l'arc[réf. nécessaire].
- Vélo tout terrain : Valdrôme dispose d'un centre VTT agréé qui propose dix-huit circuits soit 390 km de sentiers balisés. Ce sont des parcours pour vététistes passionnés de sentiers pentus, techniques et sauvages. Certains sont destinés à ceux qui affectionnent les pentes grisantes, d'autres pour ceux qui préfèrent les beaux sentiers ondulant sur les versants de la cuvette[réf. nécessaire].

### Médias
Le territoire de la commune se situe dans l'aire de diffusion de plusieurs médias :
- Presse écrite
  - Le Dauphiné libéré, quotidien régional qui consacre, chaque jour, y compris le dimanche, dans son édition de Nyons un ou plusieurs articles à l'actualité du canton et de la commune, ainsi que des informations sur les éventuelles manifestations locales, les travaux routiers, et autres événements divers à caractère local.
  - L'Agriculture Drômoise, journal d'informations agricoles et rurales, couvre l'ensemble du département de la Drôme.
  - Drôme Hebdo (ancien Peuple Libre), hebdomadaire chrétien d'informations.
- Presse audio-visuelle
  - France Bleu est une radio publique diffusée sur son territoire.

## Économie

### Agriculture
En 1992 : lavande, pâturages (ovins).
- Commerce rural en été[2].

L'activité principale de la commune reste l'agriculture et l'élevage. On trouve des prés (herbe et luzerne) et des céréales dont le seigle, l'orge et principalement le blé.

Il reste aussi quelques champs de lavande (variété différente du lavandin cultivé en Drôme provençale) qui était au XXe siècle, et jusqu'au milieu des années 1980, une activité très importante de la commune (en témoignent les nombreux vestiges d'alambics présents sur la commune).

Historiquement, l'élevage consiste en quelques troupeaux de moutons et brebis (viande), des chèvres (lait, fromage). Depuis la fin des années 1980, on a vu l'installation d'un troupeau de vaches.

On peut aussi citer l'activité forestière, pin et mélèze principalement[réf. nécessaire].

### Artisanat
- Une menuiserie (quartier de Rossas)[réf. nécessaire].

### Tourisme
- Syndicat d'initiative (en 1992)[2].
- Panorama du col de Roussas (table d'orientation)[2].

La commune dispose d'un camping.

## Culture locale et patrimoine

### Lieux et monuments
- Vestiges d'enceinte du castrum médiéval[réf. nécessaire].
- Château de Vaugelas[2] : maison forte rectangulaire des XVe et XVIe siècles avec deux tours rondes[réf. nécessaire].
- Temple protestant.
- Fontaine[2].

### Patrimoine culturel
- Exposition d'art local[2].

### Patrimoine naturel
Flore
La flore locale bénéficie de la convergence des influences alpines et méditerranéennes, offrant une large variété d'essences et de fleurs. La commune est principalement recouverte de forêt abritant des pins, des mélèzes et des sapins en bien moindre quantité. Concernant les feuillus on trouve des fayards, des frênes ainsi que des saules aux alentours des sources et ruisseaux ces derniers servant autrefois à la vannerie.

Liés au anciennes pratiques agricoles, on trouve aussi des tilleuls, noyers, pommiers, pruniers, cognassiers, poiriers.

Parmi les fleurs, la lavande reste l'emblème du pays. Il est facile d'en trouver à l'état sauvage (notamment des pivoines sauvages). Le début du mois d'août est la période des framboises (bois de la Sarcéna, les Casses). En septembre et octobre, les champignons poussent dans les sous-bois (pied-de-mouton, sanguin et petit-gris)[réf. nécessaire].
Faune
Dans les montagnes, on peut croiser des chamois et des marmottes. De nombreux rapaces (milans, aigles, vautours venus de Rémuzat) survolent le secteur.

Dans les forêts ou les prés, ce sont les chevreuils, les sangliers ou les lièvres. On trouve aussi des renards et des blaireaux. Des témoignages font état d'une possible présence du loup.

La commune est riche d'une grande variété de papillons[réf. nécessaire].

### Héraldique, logotype et devise
|  | Valdrôme possède des armoiries dont l'origine et le blasonnement exact ne sont pas disponibles. |